# Clube Náutico Capibaribe
Clube Náutico Capibaribe – brazylijski klub piłkarski z siedzibą w mieście Recife w stanie Pernambuco.
Náutico jest jedynym piłkarskim klubem w stanie Pernambuco, który wygrał mistrzostwo stanu 6 razy z rzędu (od 1963 do 1968).

## Osiągnięcia
- Mistrz stanu Pernambuco (Campeonato Pernambucano) (21): 1934, 1939, 1945, 1950, 1951, 1952, 1954, 1960, 1963, 1964, 1965, 1966, 1967, 1968, 1974, 1984, 1985, 1989, 2001, 2002, 2004
- Copa Norte (3): 1965, 1966, 1967
- Campeão dos Campeões do Norte-Nordeste: 1966
- Torneio Norte-Nordeste: 1952
- Wicemistrz Taça Brasil: 1967
- Wicemistrz drugiej ligi (Campeonato Brasileiro Série B): 1988, 2011

## Historia
Pod koniec XIX wieku w Recife w szybkim tempie wzrastała popularność wioślarstwa. Objawiało się to coraz większą liczbą zawodów, które odbywały się wzdłuż rzeki Capibaribe. Jedna z grup wioślarskich, na której czele stał João Victor da Cruz Alfarra, zorganizowała wyścig łodzi by zabawić generała Artura Costę i jego żołnierzy, którzy walczyli w niedawno zakończonej wojnie z osadnikami Canudos. Wspomniany wyścig miał miejsce 21 listopada 1897. W rok po tych zawodach sformowano kolejną grupę wioślarską, złożoną z pracowników domu towarowego położonego przy ulicach Duque de Caxias i Rangel. Grupa ta utworzyła klub nazwany Clube dos Pimpões. Zachęciło to tę grupę, która zorganizowała zawody rok wcześniej, by w 1898 zmierzyć się kilka razy w Casa dos Banhos z Club dos Pimpões.
Dnia 7 kwietnia 1901 obie rywalizujące ze sobą grupy wioślarskie połączyły się i założyły klub Clube Náutico Capibaribe.
Sekcja piłki nożnej w klubie Náutico rozpoczęła swą działalność dopiero w roku 1905. Pierwsza drużyna piłkarska klubu składała się z samych Anglików. Náutico był znany jako „klub dla bogatych”, dlatego w początkach swego istnienia nie dopuszczano czarnoskórych mieszkańców Brazylii do gry w barwach klubu. W roku 1934 klub sięgnął po pierwsze mistrzostwo stanu Pernambuco (Campeonato Pernambucano). Wicemistrzostwo drugiej ligi w 1988 dało awans do ligi pierwszej. Po kilku latach gry w pierwszej lidze klub spadł w 1994 roku do ligi drugiej.
Dnia 26 listopada 2005 Náutico było bardzo blisko powrotu do Campeonato Brasileiro Série A. Grając przeciwko Grêmio u siebie, w Recife, musieli wygrać by zapewnić sobie awans. Pomimo przyznanych dwóch rzutów karnych i gry przy znacznej przewadze liczebnej (sędzia wyrzucił z boiska 4 graczy drużyny przeciwnej przy jednej tylko czerwonej kartce dla gospodarzy) Náutico nie tylko nie strzelił bramki, ale jedną stracił i przegrał 0:1, grzebiąc swe szanse na awans do najwyższej ligi.
W 2006 r. Náutico chodził i wspinał się do Série A po zwycięstwie nad Ituano przez 2:0.
W 2007, po ponad 20 rundach w strefie spadkowej, może pozostać w Série Adzięki czemu jeden z najlepszych kampanii w ramach drugiego etapu konkursu.
W 2008 po raz kolejny pozostaje w Série A po remisie z Santos FC w 0:0 w Vila Belmiro.
Dnia 2009 r. zdegradowany do Serie B, gdzie jest tam aż do 2011 roku, gdy wygrał mistrzostwa po raz drugi i powrócił do Série A.

## Znani piłkarze w historii klubu
- Baiano (lata 80., najskuteczniejszy strzelec)
- Batata II
- Bita (lata 60.)
- Bizu (lata 90.)
- Jorge Mendonça (lata 70.)
- Kuki (obecna gwiazda)
- Lucio Wagner
- Marinho Chagas (lata 70.)
- Nado (lata 60.)
- Orlando Pingo de Ouro (1942-45)

## Najlepsi strzelcy klubu
| Piłkarz                | Liczba goli |
| ---------------------- | ----------- |
| 1. Bita                | 221         |
| 2. Kuki                | 208         |
| 3. Fernando Cavalheira | 185         |
| 4. Baiano              | 181         |
| 5. Ivson               | 118         |
| 6. Bizu                | 114         |
| 7. Ivanildo Cunha      | 112         |
| 8. Nino                | 102         |
| 9. Geraldo José        | 101         |
| 10. Nivaldo            | 95          |
| 11. Jorge Mendonça     | 95          |

### Najlepsi strzelcy w Campeonato Pernambucano
| Piłkarz                | Liczba goli |
| ---------------------- | ----------- |
| 1. Fernando Cavalheira | 140         |
| 2. Bita                | 90          |
| 3. Baiano              | 80          |
| 4. Ivson               | 70          |

### Najlepsi strzelcy w Serie B 2006
| Piłkarz    | Liczba goli |
| ---------- | ----------- |
| 1.Netinho  | 10          |
| 2. Kuki    | 7           |
| 3. Felipe  | 7           |
| 4. Danilo  | 3           |
| 5. Anselmo | 3           |
| 6. Flávio  | 1           |
| 7. Betinho | 1           |
| 8. Sidny   | 1           |
| 9. Mateus  | 1           |
| 10. Jamur  | 1           |

## Stadion
Stadionem klubu Náutico jest Estádio dos Aflitos, oddany do użytku e roku 1939, mogący pomieścić 30000 widzów.